# Формула-1 — Чемпіонат 2011
Чемпіонат світу з автоперегонів у класі Формула-1 2011 року — 62-й сезон чемпіонату світу з шосейно-кільцевих автогонок у класі «Формула-1».
Спочатку сезон повинен був складатися з 20 етапів у 19 країнах світу (двічі в Іспанії), однак перший етап у Бахрейні був перенесений на невизначений термін через заворушення в країні. Вперше етап чемпіонату пройшов в Індії. До Чемпіонату повернувся постачальник шин Pirelli, який замінив Bridgestone.

## Зміни в регламенті
У сезоні 2011 року Формулу 1 відбулися чергові зміни в регламенті: одні забороняють використання деяких оригінальних рішень, що з'явилися в останні роки, інші визначають порядок дії гонщиків і персоналу команди.

### Заборона на повітроводи

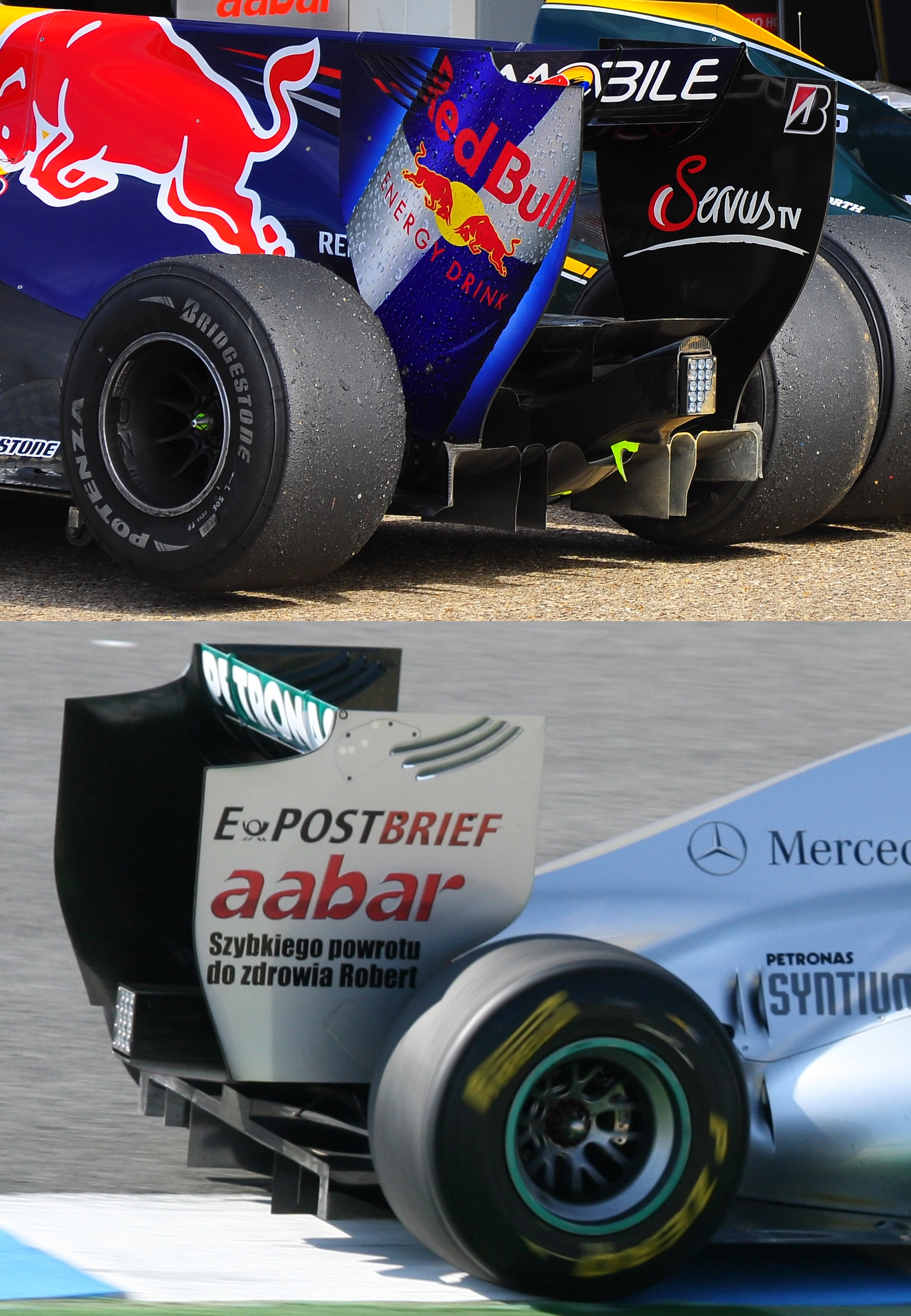
Машина 2010 року (зверху) — Red Bull RB6: «акулячий плавник», подвійний дифузор, шини Bridgestone;
Машина 2011 року — Mercedes MGP W02 2011: одинарний дифузор, шини Pirelli.

У 2010 році на машинах McLaren з'явилися повітроводи, що змінюють ефективність заднього антикрила, по ходу сезону ця ідея була скопійована усіма командами, окрім новачків. Повітропровід дозволяв отримати перевагу за рахунок більшої швидкості на прямих, сприяючи обгонам, до тих пір, поки аналогічні рішення не з'явилися у суперників.
Починаючи з сезону 2011 року будь-які системи, пристрої або процедури, що використовують руху гонщиків для зміни аеродинамічних характеристик машини, заборонені.

### Заборона на подвійні дифузори
У минулому році, коли вперше за багато років у чемпіонаті серйозно змінився регламент на аеродинаміку, інженери трьох команд — Brawn GP, Williams і Toyota побачили в правилах можливість влаштування додаткового дифузора, що дозволив серйозно збільшити притискну силу в задній частині машини. Спочатку ця ідея викликала різкий протест з боку інших команд, але потім FIA підтвердила її легальність, і в 2010 році вже всі використовували подвійний дифузор.
Багато хто вважав, що FIA не варто було забороняти це рішення, оскільки з одного боку команди вже витратилися на його розробку, і заборона не призведе до зниження витрат, з іншого — покращуючи конструкцію дифузора можна було домогтися подальшого прогресу при відносно невеликих витратах.
Поява у 2009 році цього рішення вкрай негативно позначилося на результатах роботи робочої групи зі збільшення числа обгонів — подвійний дифузор серйозно змінював характеристики повітряного потоку, не дозволяючи суперникам підібратися впритул без втрати ефективності аеродинаміки.
Новий технічний регламент закриває область неясності правил, яка дозволяла використовувати подвійний дифузор, але допускає використання вихлопних газів для оптимізації роботи звичайного дифузора, що може призвести до появи дуже цікавих рішень.

### Заборона регульованого елемента переднього антикрила
У сезоні 2009 року, вперше в історії Формули-1, були дозволені рухливі елементи аеродинаміки, і гонщики отримали можливість скоригувати конфігурацію переднього антикрила натисненням кнопки. Один елемент крила, розташований з боків 500-міліметрової «нейтральної зони», міг змінити своє становище в межах шести градусів двічі на кожному колі.
Ідея була запропонована робочою групою щодо збільшення числа обгонів, але виявилася недостатньо ефективною — гонщики частіше використовували це регулювання при налаштуванні машини, а при обгонах і атакований і атакувальний могли змінювати кут атаки, так що відчутної переваги новинка не принесла. У наступному році керований елемент переднього антикрила забороняється, і його замінить радикальніше рішення — керований елемент заднього антикрила.

### Регульований елемент заднього антикрила

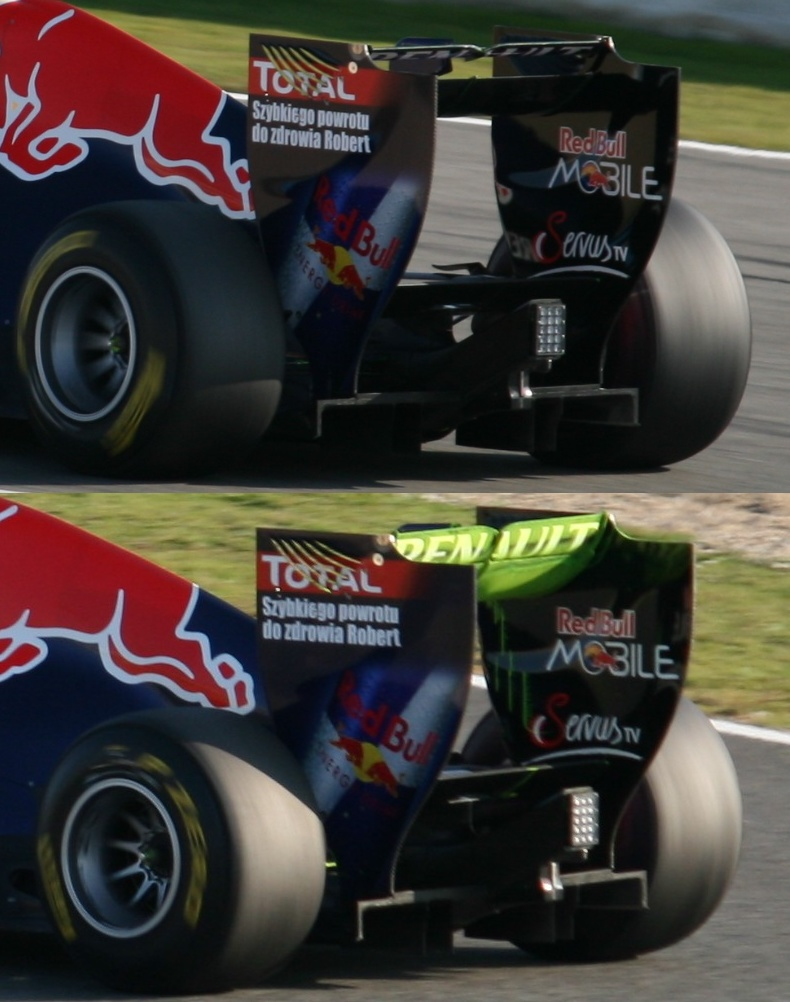
Керований елемент заднього антикрила на машині Red Bull RB7.

У FIA зробили висновки і при розробці поправок до регламенту не тільки дозволили командам використовувати в конструкції машин керований елемент заднього антикрила, а й жорстко регламентували зміну його кута атаки.
У кваліфікації гонщики можуть довільно регулювати положення керованого елемента, а в гонці цю перевагу отримає лише атакувальний гонщик, який підібрався до суперника на дистанцію, менше секунди. Системою керує електроніка, яка відстежує положення гонщика, вона ж повертає елемент у вихідне положення при натисканні педалі гальма. Як і KERS, це рішення не є обов'язковим.

### KERS
Поява системи рекуперації кінетичної енергії KERS в сезоні 2009 року активно підтримували автовиробники, адже технологія могла використовуватися в конструкції дорожніх машин, але її дебют виявився невдалим. Через поспіх не все вдалося передбачити, і багато команд відмовилися від системи рекуперації. Показово, що чемпіонський титул і перші два рядки в Кубку Конструкторів 2009 року були завойовані на машинах без KERS.
Автовиробники, що найбільш активно підтримували KERS, залишили чемпіонат, але в наступному сезоні машини Формули-1 знову зможуть використовувати рекуперацію. Виробляти системи будуть ті ж кілька компаній, що й раніше, але мінімальна вага машини знову збільшено — тепер до 640 кг.
Тепер гонщики стартують з повними баками, а розважування машини обмежена регламентом, так що оптимальне розміщення акумуляторів KERS стане ще однією непростим завданням для інженерів.

### Розважування машин
У сезоні 2011 року регламент дуже жорстко визначає розважування машин по осях, позбавивши інженерів ще однієї змінної в пошуку оптимального балансу. Тепер 46,5 % ваги має припадати на передню вісь, але в умовах зміни постачальника гуми команди не мають точних даних про нові шини, тому допускається похибка в 1 %.

### Заміна коробки передач
У сезоні 2011 року коробка передач повинна витримувати дистанцію п'яти Гран-Прі, але перша позапланова заміна, якщо тільки вона відбувається не по ходу фінального вік-енду, не карається штрафом. У цьому випадку нова коробка передач повинна буде відпрацювати тільки залишок цього гоночного вік-енду.

### Зміна постачальника шин
Компанія Bridgestone оголосила про відхід з Формули-1 в кінці 2010 року, по ходу сезону керівництво чемпіонату провело переговори з кількома компаніями, і в результаті тендеру зупинились на італійській Pirelli. Шинники планують поставляти командам чотири склади з тими ж назвами, що і японці — Hard, Medium, Soft і SuperSoft, тими ж габаритними розмірами, але характеристики гуми зміняться, що позначиться на поведінці машин.
Восени 2010 року команди змогли випробувати гуму на тестах в Абу-Дабі, але це була ще не та гума, що буде надана на зимових тестах, або в першій гонці сезону — робота над шинами продовжується і ті команди, які зможуть знайти ефективніший підхід, отримають перевагу в першій половині чемпіонату.

### Використання гуми
Комплект шин буде вважатися використаним з того моменту, коли встановлений на машині транспондер перетне лінію виїзду з піт-лейн.
Наступні поправки стосуються сесій, не оголошених дощовими:

На п'ятничні вільні заїзди кожен гонщик отримає по три комплекти гуми — два жорстких і один м'який, тільки вони можуть використовуватися в цих двох сесіях. При цьому один комплект жорсткої гуми з машини кожного гонщика повертається постачальнику перед початком другої сесії, а два інших — перед початком суботніх вільних заїздів. Якщо команда випускає на трасу додаткового гонщика, він використовує гуму того, кого замінив.
У разі зупинки гонки і неможливості рестарту, до результатів гонщиків, що не використовували на дистанції обидва склади гуми, додається тридцять секунд, що дозволить компенсувати перевагу тих, хто не встиг провести заміну до зупинки гонки.
Якщо гонщик фінішує, не використавши на дистанції два склади гуми, його результати виключаються з протоколу.

### Кваліфікація
Повернення FIA «правила 107 %». Воно стосується тільки першої кваліфікаційної сесії — пілоти, які поступилися в ній лідеру сесії понад 107 %, не зможуть брати участь у гонці. Є виняток, що дозволяє стартувати тим, хто невдало провів сесію через аварію або з інших причин. Якщо на вільних заїздах гонщик показував кращі результати, то стюарди можуть дозволити йому вийти на старт. Якщо таких гонщиків декілька, їхні місця на стартовому полі будуть визначені за рішенням стюардів.

### Обмеження на роботу персоналу
Ніхто зі співробітників команд, пов'язаних з обслуговуванням машин, не може перебувати на автодромі протягом двох шестигодинних періодів, що починаються за 10 годин до старту першого і третього тренувань. При цьому кожній команді у виняткових випадках дозволено відступати від цього правила чотири рази по ходу сезону, але кожен такий випадок розглядається індивідуально.

### Піт-лейн
Піт-лейн буде поділена на дві зони. Частина, найближча до огорожі траси, буде називатися «швидкою» і не може бути ширше 3,5 метрів. Частина, найближча до боксів, за новою термінологією іменується «внутрішньою».
Якщо машина опинилася на виїзді з піт-лейн не відповідно до вимог статей 38.2 [запізнення на стартову решітку] і 41.5 [коли гонка припинена], працювати з нею можна тільки у внутрішній зоні. Однак роботи в швидкій зоні в будь-якому випадку заборонені, якщо вони можуть утруднити виїзд з піт-лейн інших машин.
Якщо машину не відштовхали вручну за ґрати по ходу стартової процедури, вона може спрямовуватися до виїзду з піт-лейн суто із зони боксів своєї команди. Машини, які під'їхали до виїзду на трасу перед початком або поновленням тренування, а також машини, яким потрібно зупинитися там під час присутності на трасі автомобіля безпеки, повинні вишикуватися в лінію на швидкій зоні і виїжджати на трасу в порядку, що утворився — за винятком випадків вимушеної затримки однієї з машин.
В особливих випадках директор перегонів може попросити закрити в'їзд на піт-лейн по ходу гонки з міркувань безпеки. У цей момент гонщики можуть заїжджати на піт-лейн тільки у разі явної необхідності суттєвого ремонту машини.

### Дії гонщиків на трасі
Заборонені будь-які маневри, які можуть перешкодити іншому пілоту, такі як неодноразова зміна напрямку руху при захисті позиції, навмисне витіснення автомобіля за край траси або будь-яке інше ненормальна зміна траєкторії.
Гонщики повинні постійно залишатися на трасі. Щоб уникнути сумнівів вважається, що обмежувальна біла лінія вважається частиною траси, а поребрики — ні. Гонщик покинув трасу, якщо його машина цілком знаходиться за її межами. Якщо таке трапиться в силу якихось причин, пілот має право повернутися — однак повинен зробити це безпечно і не отримавши переваги.

## Команди і пілоти
Після суперечки між Асоціацією команд Формули-1 (FOTA) та FIA в першій половині 2009 року, президент FIA Макс Мослі 1 серпня 2009 року підписав новий Договір Згоди, чинний до 31 грудня 2012 року. Він забезпечує спадкоємність процедур, описаних у Договорі Згоди 1998 року, з урахуванням рішень, прийнятих робочими групами та комісіями, за які голосували всі команди до того, як документ був відправлений на ратифікацію у Всесвітню раду.
| Фото                  | Команда                   | Конструктор   | Шасі                | Двигун                | Ш | №                 | Пілот             | Тест-пілоти                                                |
| --------------------- | ------------------------- | ------------- | ------------------- | --------------------- | - | ----------------- | ----------------- | ---------------------------------------------------------- |
| Red Bull RB7          | Red Bull Racing           | Red Bull      | RB7                 | Renault RS27-2011     | P | 1                 | Себастьян Феттель | Даніель Ріккардо                                           |
| Red Bull RB7          | Red Bull Racing           | Red Bull      | RB7                 | Renault RS27-2011     | P | 2                 | Марк Веббер       | Даніель Ріккардо                                           |
| McLaren MP4-26        | Vodafone McLaren Mercedes | McLaren       | MP4-26              | Mercedes-Benz FO 108Y | P | 3                 | Льюїс Гамільтон   | Гері Паффетт Педро де ла Роса                              |
| McLaren MP4-26        | Vodafone McLaren Mercedes | McLaren       | MP4-26              | Mercedes-Benz FO 108Y | P | 4                 | Дженсон Баттон    | Гері Паффетт Педро де ла Роса                              |
| Ferrari F150th Italia | Scuderia Ferrari Marlboro | Ferrari       | Ferrari 150° Italia | Ferrari 056           | P | 5                 | Фернандо Алонсо   | Джанкарло Фізікелла Жюль Б'янкі Марк Жене                  |
| Ferrari F150th Italia | Scuderia Ferrari Marlboro | Ferrari       | Ferrari 150° Italia | Ferrari 056           | P | 6                 | Феліпе Масса      | Джанкарло Фізікелла Жюль Б'янкі Марк Жене                  |
| Mercedes MGP W02      | Mercedes-Benz GP Petronas | Mercedes-Benz | MGP W02             | Mercedes-Benz FO 108Y | P | 7                 | Міхаель Шумахер   | Н/Д                                                        |
| Mercedes MGP W02      | Mercedes-Benz GP Petronas | Mercedes-Benz | MGP W02             | Mercedes-Benz FO 108Y | P | 8                 | Ніко Росберг      | Н/Д                                                        |
| Renault R31           | Lotus Renault GP          | Renault       | R31                 | Renault RS27-2011     | P | 9                 | Нік Гайдфельд*    | Файруз Фаузі Ромен Грожан Хо-Пін Тун Ян Хароуз Бруно Сенна |
| Renault R31           | Lotus Renault GP          | Renault       | R31                 | Renault RS27-2011     | P | 10                | Віталій Петров    | Файруз Фаузі Ромен Грожан Хо-Пін Тун Ян Хароуз Бруно Сенна |
| Williams FW33         | AT&T Williams             | Williams      | FW33                | Cosworth CA2011       | P | 11                | Рубенс Барікелло  | Валттері Боттас                                            |
| Williams FW33         | AT&T Williams             | Williams      | FW33                | Cosworth CA2011       | P | 12                | Пастор Мальдонадо | Валттері Боттас                                            |
| Force India VJM04     | Force India F1 Team       | Force India   | VJM04               | Mercedes-Benz FO 108X | P | 14                | Адріан Сутіл      | Ніко Хюлькенберг                                           |
| Force India VJM04     | Force India F1 Team       | Force India   | VJM04               | Mercedes-Benz FO 108X | P | 15                | Пол ді Реста      | Ніко Хюлькенберг                                           |
| Sauber C30            | Sauber F1 Team            | Sauber        | C30                 | Ferrari 056           | P | 16                | Камуї Кобаясі     | Естебан Гутьєррес                                          |
| Sauber C30            | Sauber F1 Team            | Sauber        | C30                 | Ferrari 056           | P | 17                | Серхіо Перес      | Естебан Гутьєррес                                          |
| Toro Rosso STR6       | Scuderia Toro Rosso       | Toro Rosso    | STR6                | Ferrari 056           | P | 18                | Себастьєн Буемі   | Даніель Ріккардо                                           |
| Toro Rosso STR6       | Scuderia Toro Rosso       | Toro Rosso    | STR6                | Ferrari 056           | P | 19                | Хайме Альгерсуарі | Даніель Ріккардо                                           |
| Lotus T128            | Team Lotus                | Lotus         | T128                | Renault RS27-2011     | P | 20                | Ярно Труллі       | Луїс Разіа Давіде Вальсеккі Рікарду Тейшейра               |
| Lotus T128            | Team Lotus                | Lotus         | T128                | Renault RS27-2011     | P | 21                | Хейккі Ковалайнен | Луїс Разіа Давіде Вальсеккі Рікарду Тейшейра               |
|                       | Hispania Racing F1 Team   | HRT           | F111                | Cosworth CA2011       | P | 22                | Нараїн Картікеян  | Н/Д                                                        |
| 23                    | Hispania Racing F1 Team   | HRT           | F111                | Cosworth CA2011       | P | Вітантоніо Ліуцці |                   | Н/Д                                                        |
| Virgin MVR-02         | Marussia Virgin Racing    | Virgin        | MVR-02              | Cosworth CA2011       | P | 24                | Тімо Глок         | Н/Д                                                        |
| Virgin MVR-02         | Marussia Virgin Racing    | Virgin        | MVR-02              | Cosworth CA2011       | P | 25                | Жером Д'Амброзіо  | Н/Д                                                        |

* — спочатку в Lotus Renault GP повинен був виступати Роберт Кубіца, проте 6 лютого 2011 року він потрапив у аварію на Ronde di Andora, зламавши плече, кисть і ногу. Нік Гайдфельд буде замінювати Кубіцу до його повернення.

## Календар сезону 2011
FIA затвердила календар чемпіонату світу з автогонок у класі «Формула-1» на сезон 2011 року, в який увійшли 19 Гран-прі1.
| №  | Гран-прі                  | Офіційна назва                         | Місце проведення              | Траса                        | Дата         | Час      | Час   | Час   |
| №  | Гран-прі                  | Офіційна назва                         | Місце проведення              | Траса                        | Дата         | Місцевий | UTC   | EET   |
| -- | ------------------------- | -------------------------------------- | ----------------------------- | ---------------------------- | ------------ | -------- | ----- | ----- |
| 1  | Гран-прі Австралії        | Qantas Australian Grand Prix           | Австралія, Мельбурн           | Альберт-Парк                 | 27 березня   | 17:00    | 06:00 | 9:00  |
| 2  | Гран-прі Малайзії         | Petronas Malaysian Grand Prix          | Малайзія, Куала-Лумпур        | Сепанг                       | 10 квітня    | 16:00    | 08:00 | 11:00 |
| 3  | Гран-прі Китаю            | UBS Chinese Grand Prix                 | Китай, Шанхай                 | Шанхай                       | 17 квітня    | 14:00    | 06:00 | 9:00  |
| 4  | Гран-прі Туреччини        | Turkish Grand Prix                     | Туреччина, Стамбул            | Істанбул Парк                | 8 травня     | 14:00    | 11:00 | 14:00 |
| 5  | Гран-прі Іспанії          | Gran Premio de España                  | Іспанія, Монмало              | Каталунья                    | 22 травня    | 14:00    | 12:00 | 15:00 |
| 6  | Гран-прі Монако           | Grand Prix de Monaco                   | Монако, Монте-Карло           | Монте-Карло                  | 29 травня    | 14:00    | 12:00 | 15:00 |
| 7  | Гран-прі Канади           | Grand Prix du Canada                   | Канада, Монреаль              | Автодром імені Жиля Вільнева | 12 червня    | 12:00    | 16:00 | 19:00 |
| 8  | Гран-прі Європи           | Grand Prix of Europe                   | Іспанія, Валенсія             | Міська траса Валенсії        | 26 червня    | 14:00    | 12:00 | 17:00 |
| 9  | Гран-прі Великої Британії | Santander British Grand Prix           | Велика Британія, Сільверстоун | Сільверстоун                 | 10 липня     | 13:00    | 12:00 | 15:00 |
| 10 | Гран-прі Німеччини        | Großer Preis Santander von Deutschland | Німеччина, Нюрбург            | Нюрбургринг                  | 24 липня     | 14:00    | 12:00 | 15:00 |
| 11 | Гран-прі Угорщини         | Eni Magyar Nagydíj                     | Угорщина, Будапешт            | Хунгароринг                  | 31 липня     | 14:00    | 12:00 | 15:00 |
| 12 | Гран-прі Бельгії          | Shell Belgian Grand Prix               | Бельгія, Спа                  | Спа-Франкоршам               | 28 серпня    | 14:00    | 12:00 | 15:00 |
| 13 | Гран-прі Італії           | Gran Premio Santander d'Italia         | Італія, Монца                 | Монца                        | 11 вересня   | 14:00    | 12:00 | 15:00 |
| 14 | Гран-прі Сінгапуру        | Singapore Grand Prix                   | Сінгапур                      | Марина Бей                   | 25 вересня   | 20:00    | 12:00 | 15:00 |
| 15 | Гран-прі Японії           | Japanese Grand Prix                    | Японія, Судзука               | Судзука                      | 9 жовтня     | 15:00    | 06:00 | 09:00 |
| 16 | Гран-прі Кореї            | Korean Grand Prix                      | Південна Корея, Йонам         | Міжнародний автодром Кореї   | 16 жовтня    | 14:00    | 05:00 | 08:00 |
| 17 | Гран-прі Індії            | Indian Grand Prix                      | Індія, Велика Нойда           | Автодром Джайпі Груп         | 30 жовтня    | Н/Д      | Н/Д   | Н/Д   |
| 18 | Гран-прі Абу-Дабі         | Etihad Airways Abu Dhabi Grand Prix    | ОАЕ, Абу-Дабі                 | Яс Марина                    | 13 листопада | 17:00    | 13:00 | 16:00 |
| 19 | Гран-прі Бразилії         | Grande Prêmio Petrobras do Brasil      | Бразилія, Сан-Паулу           | Інтерлагос                   | 27 листопада | 14:00    | 16:00 | 19:00 |

- ↑  — Спочатку планувалося 20 етапів, але гонка в Бахрейні, яка повинна була відкривати сезон, скасована через складну ситуацію в Бахрейні[en].[35] 10 червня Бахрейн відмовився від проведення гран-прі у 2011 році.

## Результати та положення в заліках

### Гран-прі
| №  | Гран-прі                  | Поул-позиція      | Швидке коло       | Переможець        | Конструктор      | Звіт |
| -- | ------------------------- | ----------------- | ----------------- | ----------------- | ---------------- | ---- |
| 1  | Гран-прі Австралії        | Себастьян Феттель | Феліпе Масса      | Себастьян Феттель | Red Bull-Renault | Звіт |
| 2  | Гран-прі Малайзії         | Себастьян Феттель | Марк Веббер       | Себастьян Феттель | Red Bull-Renault | Звіт |
| 3  | Гран-прі Китаю            | Себастьян Феттель | Марк Веббер       | Льюїс Гамільтон   | McLaren-Mercedes | Звіт |
| 4  | Гран-прі Туреччини        | Себастьян Феттель | Марк Веббер       | Себастьян Феттель | Red Bull-Renault | Звіт |
| 5  | Гран-прі Іспанії          | Марк Веббер       | Льюїс Гамільтон   | Себастьян Феттель | Red Bull-Renault | Звіт |
| 6  | Гран-прі Монако           | Себастьян Феттель | Марк Веббер       | Себастьян Феттель | Red Bull-Renault | Звіт |
| 7  | Гран-прі Канади           | Себастьян Феттель | Дженсон Баттон    | Дженсон Баттон    | McLaren-Mercedes | Звіт |
| 8  | Гран-прі Європи           | Себастьян Феттель | Себастьян Феттель | Себастьян Феттель | Red Bull-Renault | Звіт |
| 9  | Гран-прі Великої Британії | Марк Веббер       | Фернандо Алонсо   | Фернандо Алонсо   | Scuderia Ferrari | Звіт |
| 10 | Гран-прі Німеччини        | Марк Веббер       | Льюїс Гамільтон   | Льюїс Гамільтон   | McLaren-Mercedes | Звіт |
| 11 | Гран-прі Угорщини         | Себастьян Феттель | Феліпе Масса      | Дженсон Баттон    | McLaren-Mercedes | Звіт |
| 12 | Гран-прі Бельгії          | Себастьян Феттель | Марк Веббер       | Себастьян Феттель | Red Bull-Renault | Звіт |
| 13 | Гран-прі Італії           | Себастьян Феттель | Льюїс Гамільтон   | Себастьян Феттель | Red Bull-Renault | Звіт |
| 14 | Гран-прі Сінгапуру        | Себастьян Феттель | Дженсон Баттон    | Себастьян Феттель | Red Bull-Renault | Звіт |
| 15 | Гран-прі Японії           | Себастьян Феттель | Дженсон Баттон    | Дженсон Баттон    | McLaren-Mercedes | Звіт |
| 16 | Гран-прі Кореї            | Льюїс Гамільтон   | Себастьян Феттель | Себастьян Феттель | Red Bull-Renault | Звіт |
| 17 | Гран-прі Індії            | Себастьян Феттель | Себастьян Феттель | Себастьян Феттель | Red Bull-Renault | Звіт |
| 18 | Гран-прі Абу-Дабі         | Себастьян Феттель | Марк Веббер       | Льюїс Гамільтон   | McLaren-Mercedes | Звіт |
| 19 | Гран-прі Бразилії         | Себастьян Феттель | Марк Веббер       | Марк Веббер       | Red Bull-Renault | Звіт |

### Система нарахування очок
Очки отримують лише пілоти, які фінішували у першій десятці.
| Позиція | 1-а | 2-а | 3-я | 4-а | 5-а | 6-а | 7-а | 8-а | 9-а | 10-а |
| Очки    | 25  | 18  | 15  | 12  | 10  | 8   | 6   | 4   | 2   | 1    |

### Пілоти
| Місце | Пілот             | АВС  | МАЛ  | КИТ  | ТУР  | ІСП  | МОН  | КАН  | ЄВР | ВЕЛ  | НІМ  | УГО  | БЕЛ  | ІТА  | СІН  | ЯПО  | КОР  | ІНД  | АБУ  | БРА  | Очки |
| ----- | ----------------- | ---- | ---- | ---- | ---- | ---- | ---- | ---- | --- | ---- | ---- | ---- | ---- | ---- | ---- | ---- | ---- | ---- | ---- | ---- | ---- |
| 1     | Себастьян Феттель | 1    | 1    | 2    | 1    | 1    | 1    | 2    | 1   | 2    | 4    | 2    | 1    | 1    | 1    | 3    | 1    | 1    | Схід | 2    | 392  |
| 2     | Дженсон Баттон    | 6    | 2    | 4    | 6    | 3    | 3    | 1    | 6   | Схід | Схід | 1    | 3    | 2    | 2    | 1    | 4    | 2    | 3    | 3    | 270  |
| 3     | Марк Веббер       | 5    | 4    | 3    | 2    | 4    | 4    | 3    | 3   | 3    | 3    | 5    | 2    | Схід | 3    | 4    | 3    | 4    | 4    | 1    | 258  |
| 4     | Фернандо Алонсо   | 4    | 6    | 7    | 3    | 5    | 2    | Схід | 2   | 1    | 2    | 3    | 4    | 3    | 4    | 2    | 5    | 3    | 2    | 4    | 257  |
| 5     | Льюїс Гамільтон   | 2    | 8    | 1    | 4    | 2    | 6    | Схід | 4   | 4    | 1    | 4    | Схід | 4    | 5    | 5    | 2    | 7    | 1    | Схід | 227  |
| 6     | Феліпе Масса      | 7    | 5    | 6    | 11   | Схід | Схід | 6    | 5   | 5    | 5    | 6    | 8    | 6    | 9    | 7    | 6    | Схід | 5    | 5    | 118  |
| 7     | Ніко Росберг      | Схід | 12   | 5    | 5    | 7    | 11   | 11   | 7   | 6    | 7    | 9    | 6    | Схід | 7    | 10   | 8    | 6    | 6    | 7    | 89   |
| 8     | Міхаель Шумахер   | Схід | 9    | 8    | 12   | 6    | Схід | 4    | 17  | 9    | 8    | Схід | 5    | 5    | Схід | 6    | Схід | 5    | 7    | 15   | 76   |
| 9     | Адріан Сутіл      | 9    | 11   | 15   | 13   | 13   | 7    | Схід | 9   | 11   | 6    | 14   | 7    | Схід | 8    | 11   | 11   | 9    | 8    | 6    | 42   |
| 10    | Віталій Петров    | 3    | 17†  | 9    | 8    | 11   | Схід | 5    | 15  | 12   | 10   | 12   | 9    | Схід | 17   | 9    | Схід | 11   | 13   | 10   | 37   |
| 11    | Нік Гайдфельд     | 12   | 3    | 12   | 7    | 8    | 8    | Схід | 10  | 8    | Схід | Схід |      |      |      |      |      |      |      |      | 34   |
| 12    | Камуї Кобаясі     | ДСК  | 7    | 10   | 10   | 10   | 5    | 7    | 16  | Схід | 9    | 11   | 12   | Схід | 14   | 13   | 15   | Схід | 10   | 9    | 30   |
| 13    | Пол ді Реста      | 10   | 10   | 11   | Схід | 12   | 12   | 18†  | 14  | 15   | 13   | 7    | 11   | 8    | 6    | 12   | 10   | 13   | 9    | 8    | 27   |
| 14    | Хайме Альгерсуарі | 11   | 14   | Схід | 16   | 16   | Схід | 8    | 8   | 10   | 12   | 10   | Схід | 7    | 21†  | 15   | 7    | 8    | 15   | 11   | 26   |
| 15    | Себастьєн Буемі   | 8    | 13   | 14   | 9    | 14   | 10   | 10   | 13  | Схід | 15   | 8    | Схід | 10   | 12   | Схід | 9    | Схід | Схід | 12   | 15   |
| 16    | Серхіо Перес      | ДСК  | Схід | 17   | 14   | 9    | DNS  | PO   | 11  | 7    | 11   | 15   | Схід | Схід | 10   | 8    | 16   | 10   | 11   | 13   | 14   |
| 17    | Рубенс Барікелло  | Схід | Схід | 13   | 15   | 17   | 9    | 9    | 12  | 13   | Схід | 13   | 16   | 12   | 13   | 17   | 12   | 15   | 12   | 14   | 4    |
| 18    | Бруно Сенна       |      |      |      |      |      |      |      |     |      |      |      | 13   | 9    | 15   | 16   | 13   | 12   | 16   | 17   | 2    |
| 19    | Пастор Мальдонадо | Схід | Схід | 18   | 17   | 15   | 18   | Схід | 18  | 14   | 14   | 16   | 10   | 11   | 11   | 14   | Схід | Схід | 14   | Схід | 1    |
| 20    | Педро де ла Роса  |      |      |      |      |      |      | 12   |     |      |      |      |      |      |      |      |      |      |      |      | 0    |
| 21    | Ярно Труллі       | 13   | Схід | 19   | 18   | 18   | 13   | 16   | 20  | Схід |      | Схід | 14   | 14   | Схід | 19   | 17   | 19   | 18   | 18   | 0    |
| 22    | Хейккі Ковалайнен | Схід | 15   | 16   | 19   | Схід | 14   | Схід | 19  | Схід | 16   | Схід | 15   | 13   | 16   | 18   | 14   | 14   | 17   | 16   | 0    |
| 23    | Вітантоніо Ліуцці | НКВ  | Схід | 22   | 22   | Схід | 16   | 13   | 23  | 18   | Схід | 20   | 19   | Схід | 20   | 23   | 21   |      | 20   | Схід | 0    |
| 24    | Жером Д'Амброзіо  | 14   | Схід | 20   | 20   | 20   | 15   | 14   | 22  | 17   | 18   | 19   | 17   | Схід | 18   | 21   | 20   | 16   | Схід | 19   | 0    |
| 25    | Тімо Глок         | НКЛ  | 16   | 21   | НС   | 19   | Схід | 15   | 21  | 16   | 17   | 17   | 18   | 15   | Схід | 20   | 18   | Схід | 19   | Схід | 0    |
| 26    | Нараїн Картікеян  | НКВ  | Схід | 23   | 21   | 21   | 17   | 17   | 24  |      |      |      |      |      |      |      |      | 17   |      |      | 0    |
| 27    | Даніель Ріккардо  |      |      |      |      |      |      |      |     | 19   | 19   | 18   | Схід | НКЛ  | 19   | 22   | 19   | 18   | Схід | 20   | 0    |
| 28    | Карун Чандхок     |      |      |      |      |      |      |      |     |      | 20   |      |      |      |      |      |      |      |      |      | 0    |
| Місце | Пілот             | АВС  | МАЛ  | КИТ  | ТУР  | ІСП  | МОН  | КАН  | ЄВР | ВЕЛ  | НІМ  | УГО  | БЕЛ  | ІТА  | СІН  | ЯПО  | КОР  | ІНД  | АБУ  | БРА  | Очки |

| Приклад      | Опис                                                              |
| ------------ | ----------------------------------------------------------------- |
| 1            | Переможець                                                        |
| 2            | Друге місце                                                       |
| 3            | Третє місце                                                       |
| 5            | Фінішував у очковій зоні                                          |
| 12           | Фінішував поза очковою зоною                                      |
| НКЛ          | Фінішував, але не класифікований                                  |
| Схід         | Не фінішував і не класифікований                                  |
| НКВ          | Не кваліфікований                                                 |
| НПКВ         | Не передкваліфікований                                            |
| ДСК          | Дискваліфікований                                                 |
| ТТР          | Брав участь тільки в тренуваннях                                  |
| тест         | Тестер по п'ятницях (з 2003 року)                                 |
| НС           | Брав участь у Гран-прі як бойовий пілот, але не стартував у гонці |
| Т            | Травмований чи хворий                                             |
| Викл         | Виключений із протоколу                                           |
| Від          | Відмова від участі                                                |
| НТР          | Не брав участі в тренуваннях                                      |
| НПР          | Не прибув на Гран-прі                                             |
| С            | Гонка скасована                                                   |
|              | Не брав участі                                                    |
| Жирний шрифт | Поул-позиція                                                      |
| Курсив       | Швидке коло                                                       |

### Конструктори
| Місце | Конструктор          | №  | АВС  | МАЛ  | КИТ  | ТУР  | ІСП  | МОН  | КАН  | ЄВР | ВЕЛ  | НІМ  | УГО  | БЕЛ  | ІТА  | СІН  | ЯПО  | КОР  | ІНД  | АБУ  | БРА  | Очки |
| ----- | -------------------- | -- | ---- | ---- | ---- | ---- | ---- | ---- | ---- | --- | ---- | ---- | ---- | ---- | ---- | ---- | ---- | ---- | ---- | ---- | ---- | ---- |
| 1     | Red Bull-Renault     | 1  | 1    | 1    | 2    | 1    | 1    | 1    | 2    | 1   | 2    | 4    | 2    | 1    | 1    | 1    | 3    | 1    | 1    | Схід | 2    | 650  |
| 1     | Red Bull-Renault     | 2  | 5    | 4    | 3    | 2    | 4    | 4    | 3    | 3   | 3    | 3    | 5    | 2    | Схід | 3    | 4    | 3    | 4    | 4    | 1    | 650  |
| 2     | McLaren-Mercedes     | 3  | 2    | 8    | 1    | 4    | 2    | 6    | Схід | 4   | 4    | 1    | 4    | Схід | 4    | 5    | 5    | 2    | 7    | 1    | Схід | 497  |
| 2     | McLaren-Mercedes     | 4  | 6    | 2    | 4    | 6    | 3    | 3    | 1    | 6   | Схід | Схід | 1    | 3    | 2    | 2    | 1    | 4    | 2    | 3    | 3    | 497  |
| 3     | Ferrari              | 5  | 4    | 6    | 7    | 3    | 5    | 2    | Схід | 2   | 1    | 2    | 3    | 4    | 3    | 4    | 2    | 5    | 3    | 2    | 4    | 375  |
| 3     | Ferrari              | 6  | 7    | 5    | 6    | 11   | Схід | Схід | 6    | 5   | 5    | 5    | 6    | 8    | 6    | 9    | 7    | 6    | Схід | 5    | 5    | 375  |
| 4     | Mercedes             | 7  | Схід | 9    | 8    | 12   | 6    | Схід | 4    | 17  | 9    | 8    | Схід | 5    | 5    | Схід | 6    | Схід | 5    | 7    | 15   | 165  |
| 4     | Mercedes             | 8  | Схід | 12   | 5    | 5    | 7    | 11   | 11   | 7   | 6    | 7    | 9    | 6    | Схід | 7    | 10   | 8    | 6    | 6    | 7    | 165  |
| 5     | Renault              | 9  | 12   | 3    | 12   | 7    | 8    | 8    | Схід | 10  | 8    | Схід | Схід | 13   | 9    | 15   | 16   | 13   | 12   | 16   | 17   | 73   |
| 5     | Renault              | 10 | 3    | 17†  | 9    | 8    | 11   | Схід | 5    | 15  | 12   | 10   | 12   | 9    | Схід | 17   | 9    | Схід | 11   | 13   | 10   | 73   |
| 6     | Force India-Mercedes | 14 | 9    | 11   | 15   | 13   | 13   | 7    | Схід | 9   | 11   | 6    | 14   | 7    | Схід | 8    | 11   | 11   | 9    | 8    | 6    | 69   |
| 6     | Force India-Mercedes | 15 | 10   | 10   | 11   | Схід | 12   | 12   | 18†  | 14  | 15   | 13   | 7    | 11   | 8    | 6    | 12   | 10   | 13   | 9    | 8    | 69   |
| 7     | Sauber-Ferrari       | 16 | ДСК  | 7    | 10   | 10   | 10   | 5    | 7    | 16  | Схід | 9    | 11   | 12   | Схід | 14   | 13   | 15   | Схід | 10   | 9    | 44   |
| 7     | Sauber-Ferrari       | 17 | ДСК  | Схід | 17   | 14   | 9    | НС   | 12   | 11  | 7    | 11   | 15   | Схід | Схід | 10   | 8    | 16   | 10   | 11   | 13   | 44   |
| 8     | Toro Rosso-Ferrari   | 18 | 8    | 13   | 14   | 9    | 14   | 10   | 10   | 13  | Схід | 15   | 8    | Схід | 10   | 12   | Схід | 9    | Схід | Схід | 12   | 41   |
| 8     | Toro Rosso-Ferrari   | 19 | 11   | 14   | Схід | 16   | 16   | Схід | 8    | 8   | 10   | 12   | 10   | Схід | 7    | 21†  | 15   | 7    | 8    | 15   | 11   | 41   |
| 9     | Williams-Cosworth    | 11 | Схід | Схід | 13   | 15   | 17   | 9    | 9    | 12  | 13   | Схід | 13   | 16   | 12   | 13   | 17   | 12   | 15   | 12   | 14   | 5    |
| 9     | Williams-Cosworth    | 12 | Схід | Схід | 18   | 17   | 15   | 18†  | Схід | 18  | 14   | 14   | 16   | 10   | 11   | 11   | 14   | Схід | Схід | 14   | Схід | 5    |
| 10    | Lotus-Renault        | 20 | Схід | 15   | 16   | 19   | Схід | 14   | Схід | 19  | Схід | 16   | Схід | 15   | 13   | 16   | 18   | 14   | 14   | 17   | 16   | 0    |
| 10    | Lotus-Renault        | 21 | 13   | Схід | 19   | 18   | 18   | 13   | 16   | 20  | Схід | 20   | Схід | 14   | 14   | Схід | 19   | 17   | 19   | 18   | 18   | 0    |
| 11    | HRT-Cosworth         | 22 | НКВ  | Схід | 23   | 21   | 21   | 17   | 17   | 24  | 19   | 19   | 18   | Схід | НКЛ  | 19   | 22   | 19   | 17   | Схід | 20   | 0    |
| 11    | HRT-Cosworth         | 23 | НКВ  | Схід | 22   | 22   | Схід | 16   | 13   | 23  | 18   | Схід | 20   | 19   | Схід | 20   | 23   | 21   | 18   | 20   | Схід | 0    |
| 12    | Virgin-Cosworth      | 24 | НКЛ  | 16   | 21   | НС   | 19   | Схід | 15   | 21  | 16   | 17   | 17   | 18   | 15   | Схід | 20   | 18   | Схід | 19   | Схід | 0    |
| 12    | Virgin-Cosworth      | 25 | 14   | Схід | 20   | 20   | 20   | 15   | 14   | 22  | 17   | 18   | 19   | 17   | Схід | 18   | 21   | 20   | 16   | Схід | 19   | 0    |
| Місце | Конструктор          | №  | АВС  | МАЛ  | КИТ  | ТУР  | ІСП  | МОН  | КАН  | ЄВР | ВЕЛ  | НІМ  | УГО  | БЕЛ  | ІТА  | СІН  | ЯПО  | КОР  | ІНД  | АБУ  | БРА  | Очки |

| Приклад      | Опис                                                              |
| ------------ | ----------------------------------------------------------------- |
| 1            | Переможець                                                        |
| 2            | Друге місце                                                       |
| 3            | Третє місце                                                       |
| 5            | Фінішував у очковій зоні                                          |
| 12           | Фінішував поза очковою зоною                                      |
| НКЛ          | Фінішував, але не класифікований                                  |
| Схід         | Не фінішував і не класифікований                                  |
| НКВ          | Не кваліфікований                                                 |
| НПКВ         | Не передкваліфікований                                            |
| ДСК          | Дискваліфікований                                                 |
| ТТР          | Брав участь тільки в тренуваннях                                  |
| тест         | Тестер по п'ятницях (з 2003 року)                                 |
| НС           | Брав участь у Гран-прі як бойовий пілот, але не стартував у гонці |
| Т            | Травмований чи хворий                                             |
| Викл         | Виключений із протоколу                                           |
| Від          | Відмова від участі                                                |
| НТР          | Не брав участі в тренуваннях                                      |
| НПР          | Не прибув на Гран-прі                                             |
| С            | Гонка скасована                                                   |
|              | Не брав участі                                                    |
| Жирний шрифт | Поул-позиція                                                      |
| Курсив       | Швидке коло                                                       |

† Автомобілі, що не закінчили Гран-прі, але були класифіковані, бо вони проїхали понад 90 % дистанції гонки.

## Трансляція Формули-1 у 2011 році
На початку старту сезону ніяких новин від телевізійних каналів України про трансляцію «Формули-1» не було анонсовано. Телеканал «К1», який показував «Формулу-1» в останні роки, не робив ніяких анонсів.
Починаючи з Гран-прі Туреччини 2011 року, в результаті успішних переговорів з керівництвом «Формули-1» компанією «Chervonenko Racing» (укр. Червоненко Рейсинг), було надано права на трансляцію «Формули-1» в Україні. 27 квітня 2011 року відбулось підписання Меморандуму про співпрацю, згідно з яким на Першому Національному проводилися трансляції «Формули-1». Меморандум було заключено на строк до кінця 2013 року, однак транлювався в ефірі Першого національного лише сезон 2011.